# Ockenheim
Ockenheim è un Ortsgemeinde, un comune appartenente ad un Verbandsgemeinde, una sorta di comune collettivo che si trova nella Renania-Palatinato, nel circondario di Magonza-Bingen, Germania.

## Geografia fisica
Il paese di Ockenheim si trova immerso nelle colline della Renania-Palatinato.

## Storia
I primi documenti riguardanti Ockenheim sono datati anno 835. Il monastero di St. Maria ad Gradus di Magonza deteneva una quota considerevole dei territori della zona dove ora risiede il paese. Il monastero concesse lo sfruttamento dei terreni in cambio della devozione pastorale.

## Politica

### Consiglio Comunale
Il Consiglio è costituito da 19 membri, contando anche il Sindaco. Le sedie sono così ripartite:
|      | CDU | SPD | BWO | FDP | Totale   |
| 2004 | 7   | 5   | 4   | -   | 16 seggi |
| 2009 | 8   | 2   | 5   | 1   | 16 seggi |
| 2014 | 10  | 1   | 5   | -   | 16 seggi |

(dalle elezioni municipali del 13 giugno 2004)

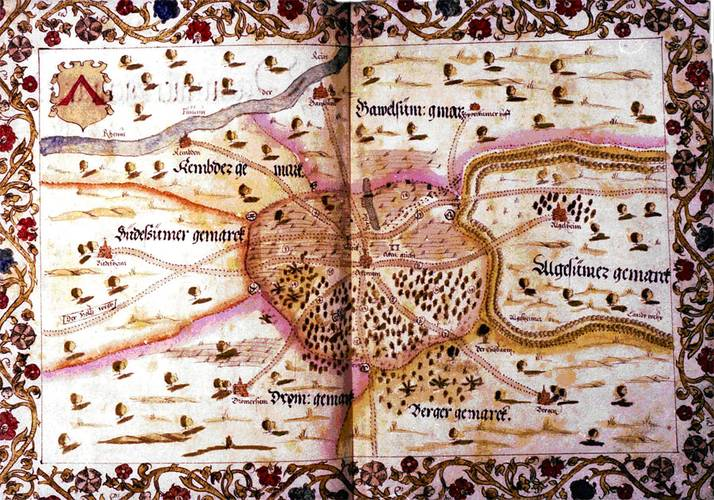
Gottfried Mascop: Gemarkungsplan Ockenheim di 1577

## Amministrazione

### Gemellaggi
- Povegliano Veronese